# Ernst Theodor Amadeus Hoffmann
Ernst Theodor Amadeus Hoffmann (Königsberg, 24 de gener del 1776 - 25 de juny del 1822) fou un escriptor i compositor alemany que va influir en el moviment romàntic de la literatura alemanya.

## Biografia
Va nàixer a Königsberg (Prússia oriental; avui dia Kaliningrad, Rússia), fill d'un advocat. Després del divorci dels seus pares l'any 1778, va ser criat per la
família de sa mare. El seu tercer nom era originàriament Wilhelm, però més tard va adoptar el d'Amadeus en honor del compositor Wolfgang Amadeus Mozart. Hoffmann va estudiar dret en la Universitat de Königsberg, on va tenir entre d'altres professors a Christian Wilhelm Podbielski, però només va exercir la professió durant un curt període, abans de dedicar-se forçosament a la pintura, la crítica musical i la composició a causa de la derrota de Prússia per part de Napoleó. L'any 1814, va tornar a l'administració civil prussiana a Berlín i va exercir com a jutge fins a la seua mort.
Hoffmann és molt més conegut com a escriptor. Les seues obres de ficció, combinant aspectes grotescos i sobrenaturals amb un poderós realisme psicològic, es troben entre les més influents del moviment romàntic. Les més famoses potser seran els contes fantàstics en què Jacques Offenbach va basar la seua òpera Els contes de Hoffmann (1880) i Léo Delibes el seu ballet Coppélia (1870). El seu personatge del Kapellmeister Kreisler també va inspirar l'obra per a piano Kreisleriana, del compositor alemany Robert Schumann.

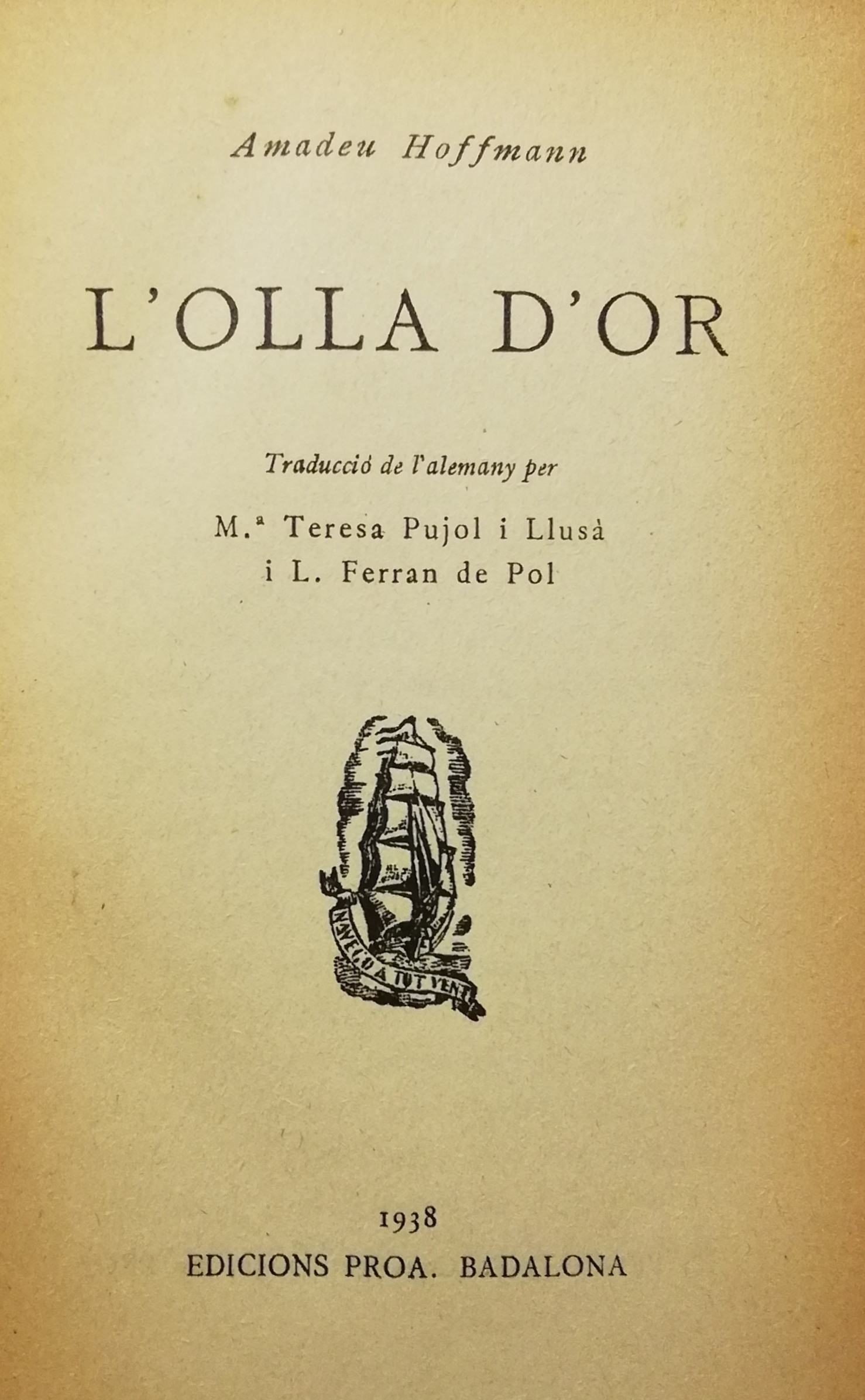
La novel·la fantàstica Der goldne Topf (L'Olla d'Or) de E. T. A. Hoffmann, traduïda al català i publicada a Badalona l'any 1938, en plena guerra, dins la col·lecció A Tot Vent

Moltes de les novel·les curtes més famoses de Hoffmann van ser reunides en les seues Peces fantàstiques (2 volums, 1814-1815), que també contenen una col·lecció de crítica musical i les seues pròpies il·lustracions. Hoffmann va escriure també la novel·la Els elixirs del diable (1816), famosa per l'ús d'un personatge doppelgänger, és a dir, un doble fantasmal. Com a compositor, va produir música religiosa i música incidental per a obres de teatre, i l'òpera Ondina (1816).

## Obra literària
- Fantasiestücke in Callot's Manier ('Quadres fantàstics a la manera de Callot'). Col·lecció de relats publicada l'any 1814, incloïa:
  - Der magnetiseur ('El magnetitzador')
  - Ritter Gluck
  - Kreisleriana
  - Don Juan
  - Nachricht Von den neuesten Schicksalen des Hundes Berganza
  - Der goldene Topf
  - Die Abenteuer Der Sylvesternacht
- Die Elixiere des Teufels ('Els elixirs del diable'), 1815.
- Nachtstücke ('Quadres nocturns'). Col·lecció de relats publicada el 1817, incloïa:
  - Der Sandmann ('L'home de sorra')[2]
  - Die Jesuiterkirche in G. ('L'església dels jesuïtes de G.')
  - Des öde Haus ('La casa buida')
  - Des Sanctus ('El Sanctus')
  - Des Gelübde
  - Ignaz Denner
  - Des Majorat
  - Des steinerne Herz
- Die Serapionsbrüder ('Els germans de Serapió'). Col·lecció de relats publicada l'any 1819. Consta de quatre toms entre els quals s'incloïen els contes següents:
  - Die automat ('Els autòmats')
  - Barbara Roloffin
  - Der unheimliche Gast ('L'hoste sinistre')
  - Spielerglück ('Afortunat en el joc')
  - Vampirismus ('Vampirisme')
  - Eine Spukgeschichte ('Una història de fantasmes')
- Lebensansichten des Katers Murr ('Opinions sobre la vida, del gat Murr'), 1819-1821.
- Die Marquise de la Pivardière ('La marquesa de la Pivardière'), 1821.
- Datura fastuosa (Der schöne Stechapfel) ('Datura fastuosa' -'El bell estramoni'-), 1821. Es va publicar després de la mort de l'autor.

## Traduccions
- L'Olla d'Or (Der Goldne Topf). Traducció de Maria Teresa Pujol i Llusà, i Lluís Ferran de Pol. Badalona: Edicions Proa, 1938.

- La senyoreta de Scuderi. Traducció de Francesc de B. Moll. Palma: Moll, 1979.
- La senyoreta de Scudéry. La marquesa de Pivardière. Traducció de Josep Roderic Guzmán Pitarch. València: Tres i Quatre, 1996.
- Opinions sobre la vida del gat Murr. Traducció de Ramon Monton. Barcelona: Edicions de 1984, 2004.
- Els elixirs del diable. Traducció de Ramon Monton. Barcelona: Edicions de 1984, 2006.
- El magnetizador. Traducció de Joan Fontcuberta. Barcelona: Bambú edicions, 2010.
- L'home de sorra. Traducció de Marina Bornas. Barcelona: Edicions de 1984, 2021, col. Incís, 7.[2]